# Géza Polónyi
Dit overzicht is mogelijk incompleet; u kunt helpen door het uit te breiden.

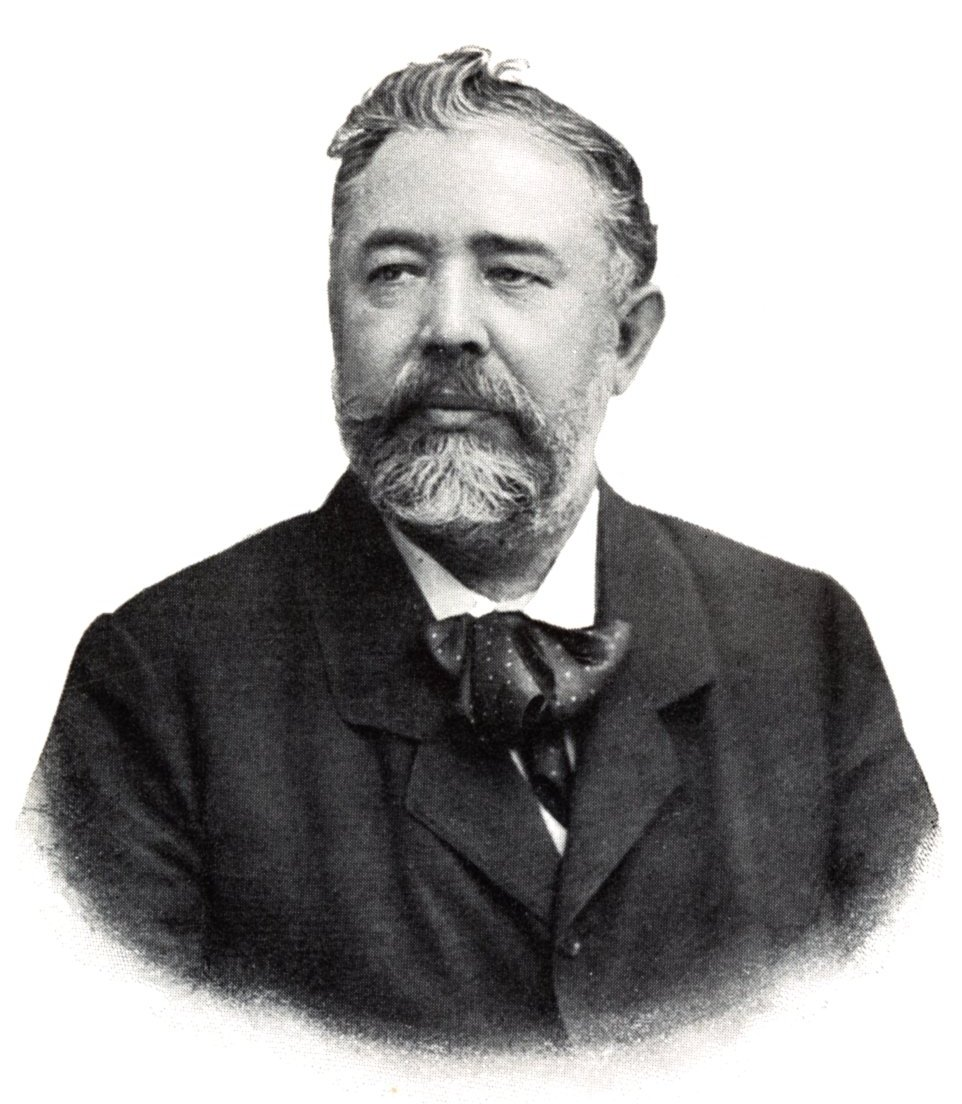
Géza Polónyi

Géza Polónyi (Zsitvakenéz, 3 april 1848 - Boedapest, 1 februari 1920) was een Hongaars jurist en politicus. Hij was minister van Justitie van 1906 tot 1907 in de regering-Wekerle II en was een vooraanstaand politicus van de Onafhankelijkheidspartij. In 1903 nam hij actief deel aan de obstructie tegen de regering. Na zijn ontslag uit de regering bleef hij een veelvuldig criticus van de regering, in het bijzonder van binnenlandminister Gyula Andrássy jr. Tijdens het communistische bewind van de Hongaarse Radenrepubliek werd hij gevangengenomen.